# Blues Brothers 2000 (jeu vidéo)
Blues Brothers 2000 est un jeu vidéo de plates-formes sorti en 2000 sur Nintendo 64. Le jeu a été développé par Player 1 et édité par Titus Interactive.
Le jeu est basé sur le film Blues Brothers 2000.